# Каташин (Брянска област)
Каташин е село в Новозибковски градски окръг на Брянска област в Русия.
Разположено е на 16–17 km североизточно от град Новозибков. В близост до селото минава автомобилен път Брянск–Гомел.
Идентификационният код на селото според Общоруския класификатор на обектите на административно-территориално деление (ОКАТО) е: 15240884009.
До 2005 г. село Каташин е било административен център на Каташинския селски съвет (вид община от множество малки населени места). След това, Каташинският селски съвет е слят с друг, образувайки Старокривецкото селско поселение, към което село Каташин спада до 9 юни 2019 г. От 10 юни 2019 г. до днес (2024 г.) със закон на Брянската областна дума от 02.04.2019 г., село Каташин е включено в състава на новооснования Новозибковски градски окръг (вид община).

## Население
Според преброяването на населението от 2010 г. в селото живеят 212 мъже и 257 жени – общо 469 души.

## История
В началото на XVIII век село Каташин е част от Новоместската сотня на Стародубския полк на Казашкото хетманство с център – град Стародуб. По-късно то се намира в Белоколодезка волост на Новозибковски уезд на Черниговска губерния с център – село Бели Колодез.

## Семигорски (Каташински) манастир
През 1692 г. йеромонах Герасим основал край река Семигор (днес река Каташинка) мъжки манастир, наречен Семигорски манастир „Св. Николай Чудотворец“. Официално за рождена дата на манастира се смята 7 март 1692 г. Именно на тази дата Черниговският и Новгород-Северски архиепископ Лазар Баранович дава благословията си на новия манастир: „Благославяме да се построи манастирът и да се съберат братята с добър живот...“.
Манастирът е основан с активното участие на стародубския полковник Михаил Андреевич Миклашевский, с чиито средства през 1699 г. е построен голяма каменна катедрала „Свети Николай“, която заменя предишната дървена църква. Също така, земята за строежа на манастира е предоставена от него на църквата.
Истинският строител на манастира е игумен Калист Рощина, който е игумен там в продължение на около двадесет години (1701-1720 г). От другите игумени е известен само Владимир, при когото манастирът е затворен.
През ХѴІІІ в. (до 1781 г.) са изградени и други каменни постройки: топла трапезарна църква „Въздвижение на Светия кръст“ и ограда с порта, камбанария, издигната през втората половина на ХѴІІІ век. Къщата на архимандрита, монашеските килии и стопанските постройки остават дървени до 1799 г.
Екатерина II подкрепя секуларизацията (отделянето на църковните дела и институции от държавните) на манастирите. През април 1786 г. манастирът е закрит.
Казашкото хетманство след  Андрусовския договор от 1667 г., заемащо исорико-географската област Левобрежна Украйна (в жълто) на фона на днешна Украйна, а в защриховано жълто е е част от днешна Русия.Дотогава към земите на този богат и известен манастир е спадало селото „слобода Каташинка“, което възникнало край манастира и поради важната му роля във Великата северна война, то било получило статус на слобода. След закриването на манастира, селото вече не е манастирска собственост, а става държавно. Екатерина II поема голямото село „с окръжност от 17 верста, наброяващо 57 двора, 64 просяшки колиби и 42 бездомни“. Манастирът се превръща в обикновена селска енорийска църква – „Слизане на Светия Дух“. По-късно манастирските сгради постепенно западат и са разрушени.
Огромната катедрала, която стояла в центъра на манастирския ансамбъл, доминирала неговия силует. На 100 метра на запад, на една и съща ос с нея, на входа на манастира, се издигала отделна огромна камбанария, която и сега се вижда ясно отдалеч, въпреки загубата на върха ѝ. Камбанарията била в стила на ранния класицизъм, в много отношения все още следваща духа на барока.
Към настоящия момент (2024 г.) от комплекса са оцелели само развалините на катедралата и долните етажи на камбанарията.
През лятото на 2011 г. кръстът, който се извисява над камбанарията, е възстановен. Реставрацията на камбанарията обаче върви бавно поради липса на средства. Историците тълкуват формата на този кръст от XVIII в. (кръстът прилича на тризъбец с полумесец под кръста) като напомняне за военните подвизи на благодетеля и покровител на манастира – „Михаил Миклашевски на негово царско пресветло величество Запорожката войска полковник Стародубовски“, в чийто герб „Остоя“ се съдържат два полумесеца. Освен това, през 2011 г. металурзи покриват шпила (островърхия завършек) на камбанарията с поцинковано желязо.
Относно катедралата – последното богослужение там е отслужено през 1923 г. Преди гоненията на Хрушчов (1958–1964 г.) църквата е използвана като зърнохранилище. През 1960 г. по времето на Хрушчов тя е взривена. Като спомен за това, че манастирът не е забравен от вярващите, в самия център на разрушената църква стои метален кръст, завързан с бродирана курпа с традиционни народни багри. В центъра на взривената през комунизма църква през лятото на 2000 г. е поставен православен кръст, а след това свещеник от град Новозибков го освещава пред множество хора.